# Carnaval de São Gonçalo (Rio de Janeiro)
O Carnaval de São Gonçalo é atualmente comemorado através de bailes promovidos pela prefeitura em 47 pontos da cidade, matinês em grandes clubes, além do desfile de escolas de samba, realizado no Sambódromo da cidade, localizado no bairro do Paraíso.
A maior das escolas de samba gonçalenses sem dúvidas é a Porto da Pedra, maior ganhadora do carnaval da cidade até os anos 90. Em 1994, a escola abandonou o Carnaval da cidade para ir disputar os desfiles do Rio de Janeiro.

## História
Ainda na década de 1990, com o fim dos tradicionais desfiles da cidade vizinha, Niterói, algumas escolas dessa cidade migraram para o Carnaval gonçalense.
Entre 1999 e 2003, o Carnaval da cidade foi dominado pela Sacramento, pentacampeã consecutiva. Porém, para 2004, a prefeitura não liberou a verba do Carnaval e não houve desfile oficial. A Unidos do Sacramento então, a exemplo da Porto da Pedra, migrou também para o Carnaval carioca onde ficou até 2009.
Dois anos depois, em 2006 os desfiles retornaram, sendo vencidos pela Independentes do Boassu.
A partir de 2012, os desfiles oficiais passaram a ser na Avenida Presidente Kennedy, no Centro do município. O diário oficial do Município de São Gonçalo com data de 17 de fevereiro de 2014, afirma que os desfiles naquele ano ocorreram na Rua Francisco Portela, o que tem ocorrido desde da revitalização desse evento na cidade.

## Blocos
Os principais blocos de São Gonçalo são:
Bloco das Piranhas
( Clube Esportivo Mauá – Estrela do Norte )
Bloco do Porto da Pedra
( Rua Abílio José de Matos – Porto da Pedra )
Bloco do Barrão
( Praça do Barro Vermelho – Barro Vermelho )
Bloco do Peru
( Rua Imboassu – Boaçu )